# Liste der Kardinalpriester von Santo Stefano Rotondo
Folgende Kardinäle waren Kardinalpriester von Santo Stefano Rotondo (al Celio) (lat. Titulus Sancti Stephani in Coelio Monte):
- Marcello (494–?)
- Benedetto (993 – vor 1010)
- Benedetto (ca. 1010 – vor 1012)
- Crescenzio (1012–?)
- Ugo (oder Ugone) (1062–?)
- Sasso (oder Saxo) dei Segni (circa 1117–1136)
- Martino Cybo (oder Guasino, oder Suasinus), OSB (1136–1143)
- Raniero (1143–1144)
- Villano Gaetani (1144–1147)
- Gerardo (oder Bernardo oder Gherardo) (1150 – vor 1159)
- Gérard (ca. 1170–1175)
- Gero (1172), Pseudokardinal von Gegenpapst Calixt III.
- Vibiano Tommasi (1175–1185)
- Giovanni di Salerno (Salernitanus?), OSB (1191–1208)
- Robert de Courçon (oder de Corzon, oder Cursonus) (1216–1219)
- Pierre Arnaud de Puyanne (1305–1306)
- Nicolas de Bec-Crespin (oder Michel du Bec-Crespin) (1312–1318)
- Pierre Le Tessier (1320–1325)
- Pierre de Mortemart (oder Pierre Gauvain) (1327–1335)
- Ramon de Montfort (oder Raymond), OdeM (1338)
- Guillaume d'Aure, OSB (1339–1353)
- Élias de Saint-Yrieix, OSB (1356–1363)
- Guillaume d’Aigrefeuille le Jeune (1367–1401) = Guillermo (vor 1379–nach 1384), apostolischer Legat in Freiburg im Breisgau[1]
- Antonio Trivulzio, seniore (1505–1507)
- Melchior von Meckau (1507–1509)
- François Guillaume de Castelnau-Clermont-Ludève (1509–1523)
- Bernhard von Cles (1530–1539)
- David Beaton (1539–1546)
- Giovanni Girolamo Morone (1549–1553)
- Giovanni Angelo de Medici (1553–1557)
- Fulvio Giulio della Corgna Malteserorden (1557–1562)
- Girolamo da Correggio (1562–1568)
- Diego Espinosa (1568–1572)
- Zaccaria Dolfin (1578–1579)
- Matteo Contarelli (1584–1585)
- Federico Cornaro (1586–1590)
- Antonio Maria Sauli (1591–1603)
- Giacomo Sannesio (1604–1621)
- Lucio Sanseverino (1621–1623)
- Bernardino Spada (1627–1642)
- Juan de Lugo SJ (1644)
- Giovanni Giacomo Panciroli (1644–1651)
- Marcello Santacroce Publicola (1652–1674)
- Bernardino Rocci (1675–1680)
- Raimondo Capizucchi OP (1681–1687)
- Francesco Bonvisi (1689–1700)
- Giovanni Battista Tolomei SJ (1712–1726)
- Giovanni Battista Salerni SJ (1726–1729)
- Camillo Cibo (1729–1731)
- Antonio Saverio Gentili (1731–1747)
- Filippo Maria Monti (1747–1754)
- Fabrizio Serbelloni (1754–1763)
- Pietro Paolo Conti (1763–1770)
- Lodovico Calini (1771–1782)
- vakant (1782–1786)
- Niccolò Colonna di Stigliano (1786–1796), Titularerzbischof von Sebastea
- Etienne-Hubert de Cambacérès (1805–1818)
- vakant (1818–1834)
- Francesco Tiberi (1834–1839)
- vakant (1839–1845)
- Fabio Maria Asquini (1845–1877)
- Manuel García Gil (1877–1881)
- Paulus Melchers (1885–1895)
- Sylwester Sembratowicz (1896–1898)
- Jakob Missia (1899–1902)
- Leo Skrbenský von Hříště (1902–1938)
- vakant (1938–1946)
- József Mindszenty (1946–1975)
- vakant (1975–1985)
- Friedrich Wetter (seit 1985)